# Kenji Uematsu
Kenji Uematsu Trebiño (Portugalete, Vizcaya, 28 de octubre de 1976) es un judoka español. 
Kenji, tiene un hermano menor, Kiyoshi Uematsu, que también es judoca. Son de padre japonés y madre española. Actualmente es Director Técnico de la Federació Catalana de Judo i Disciplines Associades y entrenador del Club Judo Uematsu Olèrdola, Moja, Barcelona.

## Altura y peso
160cm.
Categoría de menos de -60kg de judo.

## Palmarés
- Oro en menos de 60 kg en los Campeonatos de Europa de Bucarest 2004.
- 2.º Campeonato de Europa por Equipos Londres 2003.
- 2.º Campeonato del Mundo Universitario Málaga 2000.
- 5.º Campeonatos de Europa por equipos Estambul 1999 y Roma 1997.

## Logros
| Año  | Torneo                                                        | Puesto | Categoría de peso   |
| ---- | ------------------------------------------------------------- | ------ | ------------------- |
| 2004 | Judo en los Juegos Olímpicos de Atenas 2004 - Masculina 60 kg | 5º     | Extraligero (60 kg) |